# Volissós
Volissós (Volisos, Volissos) är en ort i Grekland.   Den ligger i prefekturen Chios och regionen Nordegeiska öarna, i den östra delen av landet, 200 km öster om huvudstaden Aten. Volissós ligger 72 meter över havet och antalet invånare är 223. Den ligger på ön Chios.
Terrängen runt Volissós är varierad. Havet är nära Volissós åt sydväst. Närmaste större samhälle är Vrontádos, 19,7 km öster om Volissós. 